# Charles N. Felton
Charles N. Felton (Buffalo, 1832. január 1. – Menlo Park, 1914. szeptember 13.) az Amerikai Egyesült Államok szenátora (Kalifornia, 1891–1893).